# Arabska liga
Arabska liga (arabsko جامعة الدول العربية) je politična zveza arabskih držav, s katero te medsebojno usklajujejo gospodarsko-trgovinske, komunikacijske, kulturne zadeve, državljanstva, potne liste in vizume, socialne in zdravstvene zadeve. Stalni sedež Lige je v egiptovskem Kairu.
Arabsko ligo je 22. marca 1945 v Aleksandriji ustanovilo sedem držav (Egipt, Irak, Transjordanija, Libanon, Saudova Arabija, Sirija in Jemen) kot nasproten odgovor na britanski projekt federacije arabskih držav pod njeno kontrolo, s katerim si je Združeno kraljestvo že od leta 1942 želelo zagotoviti zavezništvo arabskih držav proti Nemčiji v II. svetovni vojni. Deklarirani cilj Lige je bil »služiti javnemu dobru vseh arabskih držav, zagotavljati boljše pogoje za vse arabske države, zagotoviti prihodnost vseh arabskih držav in izpolniti upanja in pričakovanja vseh arabskih držav«. Do danes Liga vključuje 22 članic, afriških in azijskih arabskih držav. Ustanovna listina tudi prepoveduje uporabo sile ene članice proti drugi, članice pa si prizadevajo za mirno reševanje sporov znotraj Lige.
Leta 1979 so Egipt suspendirali iz Lige, ker je po vojaškem porazu podpisal mirovni sporazum z Izraelom, egiptovski predsednik Sadat pa je obiskal Jeruzalem. Sedež lige so preselili v Tunis. Leta 1989 so Egipt znova sprejeli in sedež lige preselili nazaj v Kairo.
Leta 2002 je libijski voditelj Gadafi oznanil, da namerava Libija zapustiti Ligo zaradi »arabske nezmožnosti« razrešiti krize med ZDA in Irakom ter izraelsko-palestinski konflikt. Libija Lige uradno kljub temu še ni zapustila.

## Države članice
Trenutne članice Arabske lige (z datumom vstopa v zvezo):
- Egipt – 22. marec 1945 (soustanovitelj; suspendiran 1979–1989)
- Irak – 22. marec 1945 (soustanovitelj)
- Jordanija – 22. marec 1945 (soustanoviteljica, še s starim imenom Transjordanija)
- Libanon – 22. marec 1945 (soustanovitelj)
- Saudova Arabija – 22. marec 1945 (soustanoviteljica)
- Sirija – 22. marec 1945 (soustanoviteljica; suspendirana 2011–2023)
- Jemen – 5. maj 1945 (soustanoviteljica)
- Libanon – 28. marec 1953
- Sudan – 19. januar 1956
- Maroko – 1. oktober 1958
- Tunizija – 1. oktober 1958
- Kuvajt – 20. julij 1961
- Alžirija – 16. avgust 1962
- Združeni arabski emirati – 12. junij 1971
- Bahrajn – 11. september 1971
- Katar – 11. september 1971
- Oman – 29. september 1971
- Mavretanija – 26. november 1973
- Somalija – 14. februar 1974
- Palestina – 9. september 1976 (tedaj zastopana s strani PLO)
- Džibuti – 9. april 1977
- Komori – 20. november 1993

## Organi
Arabska liga deluje izključno politično kot nekakšna regionalna različica OZN; podobno kot Svet Evrope, Organizacija ameriških držav in bivša Organizacija afriške enotnosti (zdaj Afriška unija).
Organi lige so:
- Svet arabske lige, ki ga sestavljajo predstavniki držav članic (večinoma zunanji ministri), stalna komisija in generalni sekretariat.
- Srečanje kraljev in vodij držav, ki se sklicuje se po potrebi (nazadnje v letih 1990 in 2001).
- Generalni sekretariat vodi generalni sekretar lige.

## Srečanja
| Št. | Datum                   | Mesto gostitelj | Država gostiteljica |
| --- | ----------------------- | --------------- | ------------------- |
| 1   | 13. – 17. januar 1964   | Egipt           | Kairo               |
| 2   | 5. – 11. september 1964 | Egipt           | Aleksandrija        |
| 3   | 13. –17. september 1965 | Maroko          | Casablanca          |
| 4   | 29. avgust 1967         | Sudan           | Kartum              |
| 5   | 21. – 23. december 1969 | Maroko          | Rabat               |
| 6   | 26. – 28. november.1973 | Alžirija        | Alžir               |
| 7   | 29. oktober 1974        | Maroko          | Rabat               |
| 8   | 25.– 26. oktober 1976   | Egipt           | Kairo               |
| 9   | 2. – 5. november.1978   | Irak            | Bagdad              |
| 10  | 20. – 22 .november 1979 | Tunizija        | Tunis               |
| 11  | 21. – 22. november 1980 | Jordanija       | Aman                |
| 12  | 6. – 9. september 1982  | Maroko          | Fez                 |
| 13  | 1985                    | Maroko          | Casablanca          |
| 14  | 1987                    | Jordanija       | Aman                |
| 15  | junij 1988              | Alžirija        | Alžir               |
| 16  | 1989                    | Maroko          | Casablanca          |
| 17  | 1990                    | Iraq            | Bagdad              |
| 18  | 1996                    | Egipt           | Kairo               |
| 19  | 27. – 28. marec 2001    | Jordanija       | Aman                |
| 20  | 27. – 28. marec 2002    | Libanon         | Bejrut              |
| 21  | 1. marec 2003           | Egipt           | Šarm el Šejk        |
| 22  | 22. – 23. maj 2004      | Tunizija        | Tunis               |
| 23  | 22. – 23. marec 2005    | Alžirija        | Alžir               |
| 24  | 28. – 30. marec 2006    | Sudan           | Kartum              |
| 25  | 27.– 28. marec 2007     | Saudova Arabija | Riad                |
| 26  | 29. – 30. marec 2008    | Sirija          | Damask              |
| 27  | 28. – 30. marec 2009    | Katar           | Doha                |
| 28  | 27. – 28. marec 2010    | Libija          | Sirta               |
| 29  | 27. – 29. marec 2012    | Irak            | Bagdad              |
| 30  | 21. – 27. marec 2013    | Katar           | Doha                |
| 31  | 25. – 26. marec 2014    | Kuvajt          | Kuvajt              |
| 32  | 28. – 29. marec 2015    | Egipt           | Šarm el Šejk        |
| 33  | 20. julij 2016          | Mavretanija     | Nouakchott          |
| 34  | marec 2017              | Jordanija       | Aman                |